# 呂運計
呂運計（韓語：여운계，1940年2月25日—2009年5月22日），韓國女演員。
2009年5月18日，呂運計因為急性肺炎而被送院，其後證實患上肺癌。2009年5月22日於仁川富平區病逝。

## 生平
呂運計於1940年在京畿道華城市出生。朝鮮半島獨立後，於首爾城東區的舞鶴女子高等學校畢業，期間已經參與廣播的工作。呂運計於首爾高麗大學國語國文學系入學，並參與大學的劇社。1962年與朴根瀅一同加入實驗劇場擔任成員，為時長達10年。1965年到TBC面試。
她於六十年代末加入KBS电视台正式成为一名演员。在将近50年的演员生涯里出演了众多电影和电视作品，曾获得了百想艺术大奖等众多演技奖项。后因出演热门韩剧《大长今》中「郑尚宫」一角为觀眾所熟知。
呂運計生前還曾擔任高麗大學國語國文學系的舊生會會長。
2009年5月22日晚上8時左右，因為肺癌病逝，享年69歲。

## 作品列表

### 電影
- 1968年：《萬古江山積極的母親》
- 1970年：《稀奇的女子》
- 1979年：《花生殼的戀歌》
- 1980年：《晚秋》
- 1983年：《短暫的擁抱長久的別離》
- 1984年：《第十九個秋天》
- 2001年：《夢中人》
- 2005年：《麻婆島》
- 2006年：《Family Matters?》（客串）
- 2007年：《麻婆島2》
- 2007年：《悲傷的天空》

### 電視劇
- 1990年：MBC《我愛你》
- 1998年：KBS《王與妃》飾演 廢妃尹氏之母申氏
- 2000年：KBS《傻瓜一樣的愛》
- 2001年：KBS《不喜歡像爸爸一樣的生活》
- 2001年：MBC《掛念的臉》
- 2002年：KBS《我愛的是誰》
- 2002年：KBS《波浪》
- 2003年：MBC《大長今》飾演 丁末今（鄭尚宮）
- 2003年：MBC《天鵝的湖水》
- 2004年：KBS《Oh!必勝奉順英》飾演 沈英美（吳必勝祖母）
- 2004年：SBS《百萬新娘》
- 2005年：MBC《我叫金三順》飾演 吳經理
- 2006年：SBS《不良家族》飾演 朴福女（餃子媽媽）
- 2006年：SBS《特別人生》
- 2006年：MBC《有多愛》
- 2007年：KBS《媳婦的全盛時代》飾演 翁欣
- 2007年：SBS《王與我》飾演 牛耳婆婆，因拍攝其間發現患上癌症辭演
- 2007年：KBS《你好!小姐》
- 2007年：SBS《錢的戰爭》飾演 奉老太
- 2008年：SBS《為什麼來我家》
- 2009年：KBS《薔花與紅蓮》飾演 紅蓮祖母